# Ladislao Mazurkiewicz
Ladislao Mazurkiewicz Iglesias (Piriápolis, 14 de febrero de 1945-Montevideo, 2 de enero de 2013) fue un futbolista uruguayo de las décadas de 1960 y 1970, que jugó como guardameta. De gran agilidad y reflejos excepcionales, es considerado el mejor guardameta uruguayo y uno de los mejores en la historia del fútbol. Fue titular de Peñarol en la conquista de la Copa Intercontinental 1966, considerado el mejor equipo de la época a nivel mundial y uno de los mejores en la década de 1960.

## Trayectoria
Ladislao Mazurkiewicz surgió de Racing Club de Montevideo donde debutó en 1963, pasó a Peñarol dos años después y allí estuvo hasta 1970. Emigró a Brasil para jugar en Atlético Mineiro y en su primer año, 1971, fue campeón del Brasileirao. Tras cuatro años en Belo Horizonte pasó por el Granada de España, Cobreloa de Chile y América de Cali de Colombia hasta que en 1981 volvió a Peñarol para retirarse campeón y luego dedicarse a ser entrenador de arqueros del club.
Mazurkiewicz jugó tres copas del mundo: Copa Mundial de 1966, de 1970 y de 1974. Descolló en la del 70, donde la Selección de Uruguay perdió en semifinales contra la Selección de Brasil, que luego ganaría dicho campeonato. Fue elegido como mejor guardameta de esa competencia. 
Fue campeón de la Copa Libertadores y de la Copa Intercontinental con Peñarol en 1966 ganándole en la final al River Plate argentino y al Real Madrid de España, respectivamente. También defendió al Atlético Mineiro, al Granada de España, al Cobreloa, y en 1980 defendió la portería de América de Cali de Colombia. En el partido de despedida de Lev Yashin (la araña negra rusa) Mazurkiewicz lo suplantó en el segundo tiempo, recibiendo de Yashin sus guantes, lo que ubica al uruguayo como el sucesor del mejor portero del mundo, título que ostentara el soviético.
Se retiró en 1981 en Peñarol, como campeón uruguayo, para luego volver y ser entrenador de porteros durante varios años. 

### Participaciones enCopa Mundial de Fútbol
| Mundial              | Sede       | Resultado        | Partidos |
| -------------------- | ---------- | ---------------- | -------- |
| Copa Mundial de 1966 | Inglaterra | Cuartos de final | 4        |
| Copa Mundial de 1970 | México     | 4° lugar         | 6        |
| Copa Mundial de 1974 | Alemania   | Fase de grupos   | 3        |

## Fallecimiento
En diciembre de 2012, con 67 años, empeoró su salud cayendo en un coma irreversible. Falleció en la madrugada del 2 de enero de 2013; sus restos fueron enterrados en el Cementerio Parque del Recuerdo.

## Clubes
| Club             | País     | Año       |
| ---------------- | -------- | --------- |
| Racing           | Uruguay  | 1963-1964 |
| Peñarol          | Uruguay  | 1965-1970 |
| Atlético Mineiro | Brasil   | 1971-1974 |
| Granada          | España   | 1975-1977 |
| Peñarol          | Uruguay  | 1976      |
| Cobreloa         | Chile    | 1978-1979 |
| América de Cali  | Colombia | 1980      |
| Peñarol          | Uruguay  | 1981      |

## Palmarés

### Campeonatos nacionales
| Título              | Club             | País    | Año  |
| ------------------- | ---------------- | ------- | ---- |
| Campeonato Uruguayo | Peñarol          | Uruguay | 1965 |
| Campeonato Uruguayo | Peñarol          | Uruguay | 1967 |
| Campeonato Uruguayo | Peñarol          | Uruguay | 1968 |
| Serie A             | Atlético Mineiro | Brasil  | 1971 |
| Campeonato Uruguayo | Peñarol          | Uruguay | 1981 |

### Torneos internacionales
| Título                  | Equipo  | Sede     | Año  |
| ----------------------- | ------- | -------- | ---- |
| Sudamericano Sub-20     | Uruguay | Colombia | 1964 |
| Copa Libertadores       | Peñarol | Santiago | 1966 |
| Copa Intercontinental   | Peñarol | Madrid   | 1966 |
| Copa América            | Uruguay | Uruguay  | 1967 |
| Supercopa de Camp. Int. | Peñarol | La Plata | 1969 |

### Récords y distinciones
- Arquero con más minutos sin recibir goles en el Campeonato Uruguayo, con 987 minutos, (11 partidos) en 1968.

- Mejor portero de la Copa Mundial de Fútbol de 1970.